# Мігулін Володимир Васильович
Володимир Васильович Мігулін (рос. Владимир Васильевич Мигулин, 1911—2002) — радянський та російський радіофізик і геофізик.
Двічі лауреат Сталінської премії (1946, 1953). Академік Російської академії наук (1992). Заслужений професор МДУ (1993), лауреат Ломоносовської премії МДУ за педагогічну діяльність (1999).

## Біографія
Народився в Середі (нині — місто Фурманов Івановської області), в 1932 закінчив Ленінградський політехнічний інститут. У 1932-34 працював у Ленінградському електрофізичному інституті, в 1934-41 — у Фізичному інституті АН СРСР, у 1946-51 — завідувач сектору Теплотехнічної лабораторії АН СРСР, 1951-54 — директор Сухумського фізико-технічного інституту («Об'єкт 0908»), в 1957—1959 — заступник генерального директора МАГАТЕ.
У 1969—1989 — директор Інституту земного магнетизму, іоносфери і розповсюдження радіохвиль АН СРСР.
З 1935 викладав у МДУ (з 1948 — професор, у 1957-69 — завідувач кафедри). У 1972—1978 — віце-президент Міжнародного наукового радиосоюза (УРСІ) і голова Радянського національного комітету УРСІ. У 1972—2001 — заступник академіка-секретаря Відділення загальної фізики та астрономії АН СРСР (пізніше — РАН).
Помер 22 вересня 2002 року. Прах академіка В. В. Мігуліна похований на Іллінському кладовищі в Москві.
.

## Наукова робота
Основні праці в галузі теорії коливань, радіоінтерферометрії, кріогенної радіофізики, вивчення розповсюдження радіохвиль, іоносфери і магнітосфери Землі.

## Нагороди
- лауреат Сталінської премії (II і III ступеня)
- кавалер двох орденів Леніна
- кавалер ордена Червоної Зірки
- кавалер ордена Жовтневої Революції
- кавалер ордена «За заслуги перед Вітчизною» IV ступеня

## Публікації
- Основные принципы радиолокации. — М., 1945.
- Лекции по основам радиолокации. — М., 1958.
- Комбинационный резонанс. / Труды Физического института им. П. Н. Лебедева. — 1938. — № 1. — Вып. 3. — С. 71.
- Исследование фазовой структуры электромагнитного поля радиоволн вблизи земной поверхности. / Известия АН СССР, серия физическая. — 1940. — Т. 4. — № 3. — С. 458 (совм. с Я. Л. Альпертом).
- Параметрическая регенерация. / Вестник МГУ. — Сер. 3. — 1960. — № 6. — С. 67.
- Приемники миллиметровых и субмиллиметровых волн. / Радиотехника и электроника. — 1967. — Т. 12. — Вып. 11. — С. 1989 (совм. с А. Н. Выставкиным).
- О параметрическом преобразовании и усилении с использованием сверхпроводящих точечных контактов. / Там же. — 1970. — Т. 15. — Вып. 11 (совм. с др.).